# The Chronicles of Life and Death
The Chronicles of Life and Death är ett album av poppunkbandet Good Charlotte, släppt den 5 oktober 2004. Det blev som bäst trea på Billboard 200. Albumet var gruppens enda med trummisen Chris Wilson.
Albumet gavs ut i två olika versioner, Life Version och Death Version, med olika skivomslag och bonusspår.

## Låtlista
1. "Once Upon a Time: The Battle for Life and Death" - 2:24
2. "The Chronicles of Life and Death" - 3:03
3. "Walk Away (Maybe)" - 3:20
4. "S.O.S." - 3:42
5. "I Just Wanna Live" - 2:46
6. "Ghost of You" - 4:50
7. "Predictable" - 3:11
8. "Secrets" - 3:53
9. "The Truth" - 3:56
10. "The World Is Black" - 3:06
11. "Mountain" - 4:33
12. "We Believe" - 3:51
13. "It Wasn't Enough" - 3:24
14. "In This World (Murder)" - 5:27
15. "Falling Away" - 8:38
16. "Falling Away" - 5:29 (bonusspår, Life Version)
17. "Meet My Maker - 5:28 (bonusspår, Death Version)
18. "Wounded" - 3:09 (dolt spår)